# Hierodula unimaculata
Hierodula unimaculata es una especie de mantis de la familia Mantidae.

## Distribución geográfica
Se encuentra en China,  India, Java, Malediven, Birmania, Vietnam y Sri Lanka.